# Décès en 974
Décès
- 970
- 971
- 972
- 973
- 974
- 975
- 976
- 977
- 978

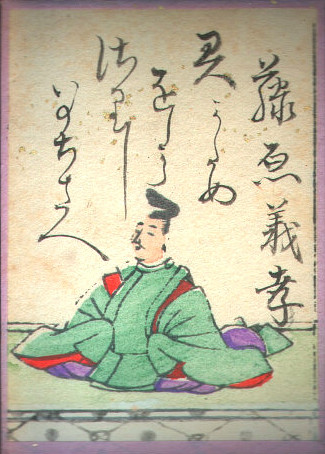
Fujiwara no Yoshitaka mort en 974.

Cette page dresse une liste de personnalités mortes au cours de l'année 974 :
- 7 mars : Jean de Gorze, ou Jean de Vandières, abbé de Gorze et participa à une ambassade auprès du calife de Cordoue.
- 25 avril : Rathier de Vérone[1] auteur des Praeloquia, où il cherche à mettre au point une nouvelle conception de la société.
- juin : Benoît VI, pape.
- 13 août : Yahya ibn Adi, ou Ash-Shaykh Abu Zakariyya' Yahya ibn 'Adi, philosophe, théologien et traducteur Syrien chrétien de langue arabe.
- 8 novembre : Fujiwara no Yoshitaka, poète et courtisan japonais du milieu de l'époque de Heian.

- Morgan ap Owain, roi de Glywysing, roi de Gwent et fondateur du royaume de Morgannwg.
- Rathier de Vérone, moine de l’abbaye de Lobbes, successivement évêque de Vérone en Italie (trois fois), évêque de Liège (de 953 à 955) et abbé de l’abbaye d'Aulne.

## Crédit d'auteurs
- Cet article est partiellement ou en totalité issu de l'article intitulé « 974 » (voir la liste des auteurs).